# Локоть (смт)
Ло́коть (рос. Локоть) — селище міського типу, центр Брасовського району Брянської області, Росія.
Населення селища становить 11 866 осіб (2008; 12 094 в 2002).

## Географія
Селище розташоване між річками Нерусса, притоки Десни, на півдні, та Крапивною, притокою Навлі, на півночі.

## Історія
Селище вперше згадується в 1 пол. XVII століття як хутір. В 1741 році навколишні землі імператриця Єлизавета Петрівна подарувала генералу-фельдмаршалу С. Ф. Апраксіну, який зробив Локоть своєю резиденцією. Також тут знаходився родовий маєток Романових (Георгія Олександровича та Михайла Олександровича). Статус селища міського типу Локоть отримав в 1938 році. Під час німецької окупації, з жовтня 1941 по 1943 роки, селище було оголошене центром Локотської республіки.

## Економіка
У селищі працюють верстатобудівний, спиртовий, сироробний заводи, меблева фабрика, завод з виробництва прядива, розробки торфу, харчовий комбінат, конеферма.
Діють будинок культури, сільськогосподарський технікум.